# Řád Františka I.
Řád Františka I. (italsky: Ordine di Francesco I.) byl civilní záslužný řád Království obojí Sicílie. Založil ho roku 1829 sicilský král František I. Řád se dělil na 6 tříd a jeho součástí byly i dvě medaile. Zanikl sjednocením Itálie vyhlášením Italského království v roce 1861.

## Vzhled řádu
Odznakem je zlatý, bíle smaltovaný tlapatý kříž, mezi jehož rameny se nachází zlaté lilie. V kulatém zlatém středovém medailonu jsou vyobrazeny iniciály zakladatele F. I. (Francesco I.) obklopené zeleným dubovým věncem. Kolem medailonu se vine modrý pás s heslem DE REGE OPTIME MERITO (Od krále nejlepší zásluze). Na zadní straně je vyryto FRANCISCVS I. INSTITVIT MDCCCXXIX (František založil 1829). Kříž je převýšen zlatou korunou.
Hvězda velkostuhy a velkokříže je totožná s řádovým odznakem, jen ramena kříže jsou stříbrná a nesmaltovaná. Hvězda komandéra je stejná, jen o něco menší.
Stuha je červenofialová s tmavomodrým lemem.

## Dělení řádu
Řád se dělil na 6 tříd, součástí byly i dvě medaile:
- velkostuha – velkostuha, hvězda
- velkokříž – u krku, hvězda
- komandér s hvězdou – u krku, hvězda
- komandér – u krku
- rytíř 1. třídy – na prsou
- rytíř 2. třídy – na prsou, kříž bez koruny
- zlatá medaile
- stříbrná medaile